# Art (opera teatrale)
Art è una commedia teatrale scritta alla fine degli anni ottanta da Yasmina Reza. Tradotta in circa trenta lingue, raffigura uno spaccato di vita quotidiana di tre amici, in accesa conversazione al riguardo di un quadro. La commedia è andata in scena per la prima volta il 28 ottobre 1994, alla Comédie des Champs Elysées di Parigi.
Fra gli attori che negli anni hanno interpretato la commedia troviamo Alan Alda, Albert Finney, e nella versione italiana Alessandro Haber, Gigio Alberti e Alessio Boni.

## Trama
Parigi, fine anni ottanta. Serge, facoltoso appassionato di arte contemporanea, acquista, per una cifra stratosferica, uno strano dipinto del maestro Antrios, di fatto una grossa tela bianca. Gli amici Yvan e Marc cercano di fargli capire che sulla tela non c'è nulla ma lui si ostina a vederci un quadro astratto fatto di linee cangianti (le trame della tela).
La conversazione sul significato dell'arte metterà in discussione l'amicizia fra i tre, che addirittura scarabocchieranno la tela. Alla fine la ripuliranno e la esporranno orgogliosi in casa di Serge, mentre Yvan andrà malvolentieri a nozze.